# Потяг у далекий серпень
«Потяг у далекий серпень» — радянський чорно-білий художній фільм-військова драма 1971 року, знятий режисером Вадимом Лисенком на Одеській кіностудії.

## Сюжет
Фільм присвячений захисникам Одеси — командирам, солдатам, матросам, які вистояли проти трьохсоттисячної фашистської армії. Він розповідає про мужність і стійкість командирів, солдатів і матросів.

## У ролях
- Олена Козелькова — Єва / Катя (Катерина Станіславівна, дочка Єви)
- Армен Джигарханян — Чигорін
- Костянтин Степанков — рядовий Рудько
- Григорій Гай — контр-адмірал Жуков (озвучив Владислав Дворжецький)
- Микола Скоробогатов — генерал-лейтенант Софронов
- Віктор Стрижов — Анатолій Георгійович Колибанов, секретар обкому
- Петро Щербаков — Ілля Ілліч Азаров, дивізійний комісар
- В'ячеслав Кутаков — дивізійний комісар Воронін
- Юрій Вєтров — Гаврило Данилович Шишенін, генерал
- Геннадій Коротков — Іван Юхимович Петров, генерал (озвучив Анатолій Кузнецов)
- Владлен Паулус — Яків Іванович Осипов, полковник (озвучив Володимир Ферапонтов)
- Євген Буренков — Дмитро Іванович Томілов, полковник, командир 157-ї стрілецької дивізії
- Микола Дупак — Зінов'єв, командир батареї
- Ігор Старков — капітан 1-го рангу Горшков
- Олексій Диких — полковник Крилов
- Валентин Голубенко — морський десантник
- Л. Єрохіна — епізод
- Арнольд Колокольников — епізод
- Віктор Комар — епізод
- Валентин Кулик — Валя-ад'ютант (озвучив Рудольф Панков)
- Володимир Наумцев — Бондаренко
- Людмила Нілова — Анна Макушева
- Віктор Павлов — представник Ставки (озвучив Борис Зайденберг)
- Володимир Петров — епізод
- Федір Ролдугін — епізод
- Олександр Тартишников — Гуревич (озвучив Ян Янакієв)
- В. Тюрін — епізод
- С. Шевченко — епізод
- Віктор Шматков — епізод
- Олег Щетинін — епізод
- Валентин Ящиковський — епізод
- Микола Серьогін — Женя Проценко
- Борис Молодан — офіцер
- Валентин Рудович — матрос
- Віктор Степаненко — капітан Комар
- Сергій Простяков — епізод

## Знімальна група
- Режисер — Вадим Лисенко
- Сценарист — Григорій Поженян
- Оператор — Леонід Бурлака
- Композитор — Євген Стіхін
- Художники — Микола Рєзнік, Ю. Блаженін, Павло Холщевников, Володимир Шинкевич